# Château des Montalais
Pour les articles homonymes, voir Montalais.
Ne doit pas être confondu avec Hôtel des Montalais ou Château des Montalets.

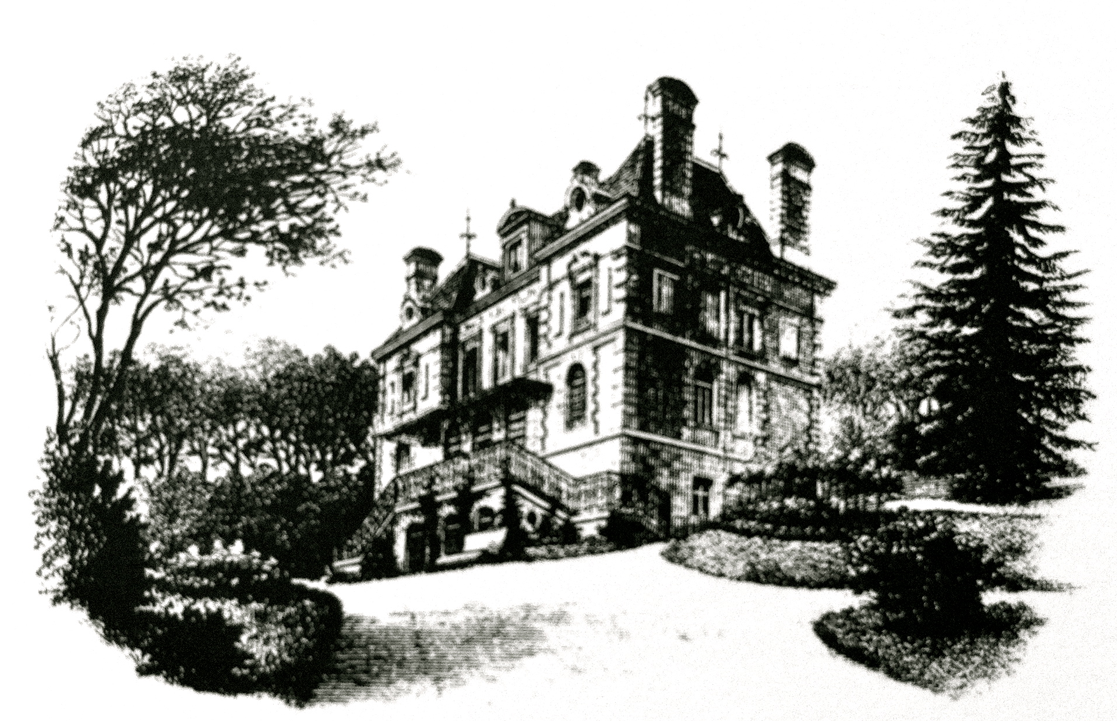
Château des Montalais.

Le château des Montalais se situait à Meudon dans les Hauts-de-Seine. Il est aujourd'hui détruit.
Il ne faut pas le confondre avec l'hôtel des Montalais ou encore le château des Montalets, tous deux situés à proximité.

## Histoire
Le château a été construit par Alexandre Delhomme sur une parcelle de terrain côté Paris du domaine des Montalais. Monsieur Delhomme, propriétaire du Café Anglais à Paris, a en effet acquis une parcelle à un agent de change, Monsieur Collineau qui envisage en 1860 le lotissement du domaine des Montalets. Il venait en 1859 de l'acheter à la veuve du Maréchal de France, Armand Jacques Leroy de Saint-Arnaud,. 
Le château est de style néo-Louis XIII en briques et pierres. Il est entouré d'un parc vallonné et planté d'arbres divers dans la tradition des jardins anglais du Second Empire. 
Une tradition sans doute erronée dit que cette demeure aurait abrité les amours de Guillaume III des Pays-Bas, père de la reine Wilhelmine, et de Yasmina dite comtesse d'Ambroise, célèbre cantatrice. C'est l'hôtel des Montalais voisin qui fut offert par le roi à " Émilie Yamina, comtesse d’Ambroise, rentière". 